# 珊瑚甾烷
珊瑚甾烷（英語：Gorgostane）是一种三萜物质，其衍生物主要分布于珊瑚体内，因而得名。和其它甾体化合物相比，珊瑚甾烷在17C侧链上有一个特殊的环丙烷基团。

5α-珊瑚甾烷
5β-珊瑚甾烷